# Paproć Duża
Paproć Duża [pronunciación en polaco: /ˈpaprɔt͡ɕ ˈduʐa/] (en alemán, Königshuld) es un pueblo situado en el municipio (gmina) de Szumowo, en el distrito de Zambrów, voivodato de Podlaquia, Polonia. Tiene una población estimada, a fines de 2022, de 403 habitantes.
Está situado aproximadamente 16 kilómetros al sudoeste de Zambrów y 75 kilómetros al oeste de la capital regional, Białystok.